# باشگاه فوتبال دویسبورگ (زنان)
باشگاه فوتبال مایدقیشر ۰۲ ئی.وی. دویسبورگ (به آلمانی: Meidericher Spielverein 02 e. V. Duisburg) که به‌طور معمول ام‌اس‌وی دویسبورگ شناخته می‌شود یک باشگاه فوتبال زنان در دویسبورگ نوردراین-وستفالن کشور آلمان است. این باشگاه در بوندس‌لیگای زنان که بالاترین لیگ فوتبال باشگاهی زنان در آلمان است بازی می‌کند.

## پیشینه
بخش فوتبال زنان این باشگاه در سال ۲۰۱۴ تأسیس شد. این تیم میراث دار باشگاه فوتبال اف‌سی‌آر ۲۰۰۱ دویسبورگ است که یکسال پیش از آن و در سال ۲۰۱۳ ورشکسته شد. آنها در بوندسلیگای ۲ زنان بازی می‌کردند و با قهرمانی در فصل ۱۶–۲۰۱۵ توانستند به بوندسلیگای ۱ بازگردند.
زمانی که باشگاه فوتبال اف‌سی‌آر ۲۰۰۱ دویسبورگ مجبور به اعلام ورشکستگی در فصل ۱۴–۲۰۱۳ شد تقریباً تمامی بازیکنان این تیم از آن باشگاه جدا شدند و به ام‌اس‌وی دویسبورگ پیوستند. اجازه ادامه نیم فصل دوم را با نام ام‌اس‌وی و تحت لیسانس اف‌سی‌آر دویسبورگ داشتند. پس از فصل ۱۷–۲۰۱۶ این تیم در بوندسلیگای ۱ ادامه داد تا فصل ۲۱–۲۰۲۰ که آنها بار دیگر به دسته دوی بوندسلیگای زنان سقوط کردند و با قهرمانی در لیگ ۲ در مهٔ ۲۰۲۲ به لیگ برتر بازگشتند.

## بازیکنان کنونی
تا تاریخ ۱۵ مهٔ ۲۰۲۲
| شماره |                     | پست       | بازیکن            |
| ----- | ------------------- | --------- | ----------------- |
| 1     | آلمان               | دروازه‌بان | Kari Närdemann    |
| 2     | ایالات متحده آمریکا | هافبک     | Brenna Ochoa      |
| 3     | جمهوری ایرلند       | مدافع     | کلر اوریدان       |
| 4     | آلمان               | مدافع     | Emma Hilbrands    |
| 5     | ایالات متحده آمریکا | هافبک     | Meg Brandt        |
| 7     | ترکیه               | هافبک     | Miray Cin         |
| 8     | آلمان               | هافبک     | Vanessa Fürst     |
| 9     | آلمان               | مهاجم     | Melissa Ugochukwu |
| 10    | آلمان               | هافبک     | Meret Günster     |
| 11    | آلمان               | هافبک     | Selina Vobian     |
| 13    | آلمان               | هافبک     | Jenny Bitzer      |
| 14    | دانمارک             | مدافع     | Emilie Henriksen  |
| 16    | ایالات متحده آمریکا | مدافع     | Kelsey Vogel      |

| شماره |                     | پست       | بازیکن                      |
| ----- | ------------------- | --------- | --------------------------- |
| 17    | آلمان               | هافبک     | Yvonne Zielinski            |
| 19    | آلمان               | مهاجم     | Antonia-Johanna Halverkamps |
| 20    | ایالات متحده آمریکا | مهاجم     | Alexandria Hess             |
| 25    | ایالات متحده آمریکا | مدافع     | Kaitlyn Parcell             |
| 23    | افغانستان           | هافبک     | هیلی ارغندیوال              |
| 30    | آلمان               | هافبک     | Gina Ebels                  |
| 31    | آلمان               | هافبک     | Alina Angerer               |
| 32    | آلمان               | دروازه‌بان | Ena Mahmutovic              |